# Kwas propionowy
Kwas propionowy, kwas propanowy – organiczny związek chemiczny z grupy nasyconych kwasów karboksylowych. Występuje w mleku i jest wytwarzany w przewodzie pokarmowym zwierząt.
W temperaturze pokojowej jest to bezbarwna ciecz rozpuszczalna w wodzie, o nieprzyjemnym ostrym zapachu. Stosowany jest przy wyrobie rozcieńczalników oraz substancji zapachowych. Kwas propionowy jest palny, a jego pary tworzą z powietrzem mieszaniny wybuchowe.
Jest stosowany w przemyśle spożywczym jako środek do konserwacji żywności o symbolu E280. Dodawany do chleba paczkowanego krojonego i chleba żytniego oraz do wyrobów ciastkarskich. Maksymalna dawka 3000 mg/kg. Dodawany jest również do pasz zwierzęcych jako środek przeciwpleśniowy.
Bakterie propionowe należące do rodzaju Propionibacterium wytwarzają kwas propionowy w fermentacji propionowej i mają zdolność rozkładu cukrów, błonnika i pektyn. Guma guar oraz pektyny są znacznie szybciej metabolizowane przez bakterie jelita grubego. Wytwarzany w tym procesie kwas propionowy i kwas masłowy, korzystnie oddziałuje na organizm człowieka. Kwas propionowy sprzyja hamowaniu syntezy cholesterolu, a kwas masłowy może być stymulatorem jelitowego systemu odpornościowego.

## Zagrożenia
Kwas propionowy jest wchłaniany do organizmu człowieka przez drogi oddechowe, skórę i przewód pokarmowy. Wdychane pary kwasu drażnią śluzówkę jamy ustnej, oczu, nosa, górnych dróg oddechowych. Działanie kwasu propionowego może spowodować łzawienie, nieżyt nosa, kaszel, bóle w klatce piersiowej, nieżyt żołądka. Kwas propionowy w kontakcie ze skórą powoduje oparzenia. Oparzenia oczu mogą doprowadzić do nieodwracalnej utraty wzroku.